# Hyacinthe Royet
Pour les articles homonymes, voir Royet.
Joseph Hyacinthe Royet, né en Avignon le 20 septembre 1862 et mort dans la même ville le 1er février 1926, est un peintre, illustrateur et affichiste français.

## Biographie
Hyacinthe Royet est dessinateur à Paris lors de son premier mariage en 1894 avec la fille du compositeur de musique Charles Pourny.
Il réalise beaucoup d’affiches pour des concerts, des pièces de théâtre, et illustre un grand nombre de partitions musicales, notamment chez l’éditeur Emile Gallet, à Paris.
Sa première épouse, dessinatrice de mode, décède à Paris en 1912.
Hyacinthe Royet se remarie avec une seconde dessinatrice en 1915 à Paris. Il est alors artiste peintre. La qualité des quatre témoins de l'acte témoigne de la bonne insertion de Royet dans le  milieu artistique :  ce sont l'éditeur de musique Jean Coutarel, la comédienne Madeleine Geoffroy (sœur de la mariée), le statuaire animalier Édouard Navellier et la peintre Marie Nocqmée-Lyon.

## L'œuvre
Royet est un artiste de la Nouvelle école d'Avignon dont il fut l'un des premiers peintres de plein air.
Il peint des paysages campagnards sur le motif, comme le pont Saint-Bénézet à Avignon, ou la tour Philippe-le-Bel à Villeneuve-lès-Avignon.
Il compose aussi des scènes champêtres fictives, comme Soir d’automne, dans un style proche du postimpressionnisme.

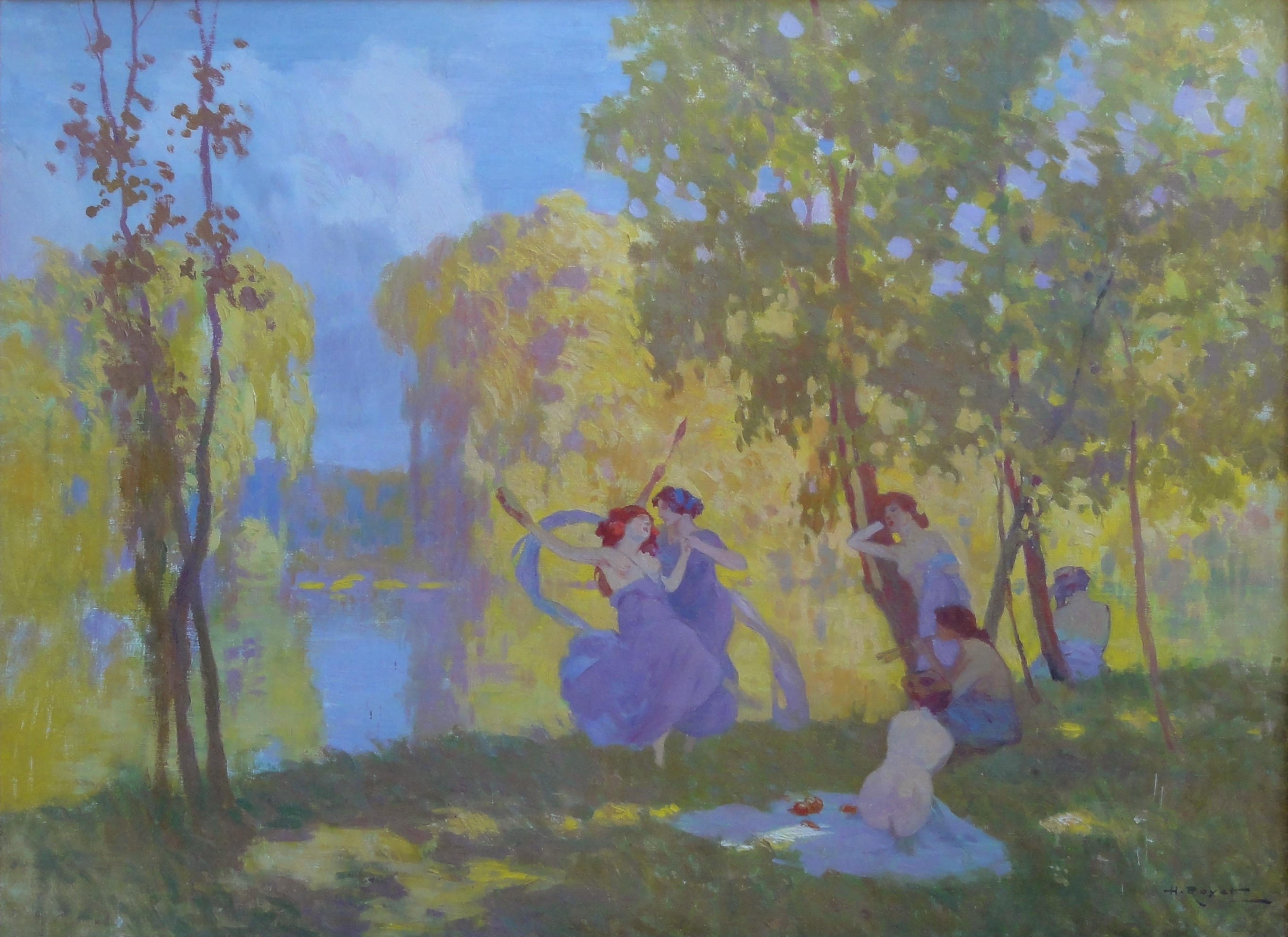
La Danse, huile sur toile, vers 1905, collection particulière.